# Højer Kirke
Højer Kirke ligger i Højer. Den er en tufstenskirke, bygget i anden halvdel af 1200-tallet. I 1300-tallet fyldte man jord op omkring bygningen for at forebygge oversvømmelse under stormfloder, hvilket får kirken til at syne lavere end den er.